# Racasta spatiaria
Racasta spatiaria là một loài bướm đêm trong họ Geometridae.